# Mociños
Mociños (llamada oficialmente Santa María de Mociños) es una parroquia y un lugar del municipio español de Quintela de Leirado, en la provincia de Orense, Galicia.

## Organización territorial
La parroquia está formada por tres entidades de población:
- Campo Real
- Chedas
- Mociños

## Demografía

### Parroquia
| Gráfica de evolución demográfica de Mociños (parroquia) entre 2000 y 2023 |
|                                                                           |
| Datos según el nomenclátor publicado por el INE.                          |

### Lugar
| Gráfica de evolución demográfica de Mociños (lugar) entre 2000 y 2023 |
|                                                                       |
| Datos según el nomenclátor publicado por el INE.                      |